# ロドリゴ・シュレーゲル
ロドリゴ・アドリアン・シュレーゲル（Rodrigo Adrián Schlegel、1997年4月3日 - ）は、アルゼンチン・ブエノスアイレス州レメディオス・デ・エスカラーダ出身のサッカー選手。メジャーリーグサッカー・オーランド・シティSC所属。ポジションはDF。

## クラブ経歴
2017年にラシン・クルブのトップチームに昇格。12月3日のニューウェルズ・オールドボーイズ戦でプロデビュー。
2019年12月23日、オーランド・シティSCへのローン移籍が発表。2020年シーズンのMLSカップでの活躍で、同年12月に完全移籍が決定した。

## 人物
- 2020年11月21日、MLSカップイースタンカンファレンス準々決勝のニューヨーク・シティFC戦で、試合はPK戦に突入。そのPK戦中に自軍のGKペドロ・ガレセが退場処分を受けたことで、急遽シュレーゲルがGKを務めることになった。サドンデス戦となったPK戦は、先攻で7人目のグドムンドゥル・トラリンソンのシュートをシュレーゲルが止め、続く後攻のベンジ・ミシェルが決め、勝利を収めた[4][5][6]。